# Nana Sahib
Nana Sahib (nato Dhondu Pant; Bithoor, 1820 – 1859) è stato un rivoluzionario indiano, protagonista dei moti indiani del 1857.

## Biografia
Nana Sahib era un figlio adottivo di Bajirao II, ultimo Peshwa di Bithoor che era stato detronizzato dagli inglesi, i quali gli avevano garantito una pensione in cambio dei suoi domini.
Alla morte di Bajirao II, l'erogazione della pensione venne sospesa, differentemente da quanto era stato stipulato. Nana Sahib quindi cercò invano di convincere gli inglesi a continuare a percepire l'importo, almeno parzialmente. Dopo una negoziazione fallita a Lucknow con il commissario Henry Montgomery Lawrence, tornò a Kanpur, dove il 5 giugno 1857 diede inizio a una rivolta.
Nana Sahib capeggiò i rivoltosi a Delhi e a Kalyanpur, che attaccarono le residenze degli europei e degli indiani cristiani. Nella sua armata figuravano Tantia Topi e Subadhar Tika Singh. Suo fratello Baba Bhat assunse il controllo di Kanpur, giustiziando sommariamente i prigionieri. Le vittime ammontarono a 900 cittadini inglesi.
Sconfitto dagli inglesi, Nana Sahib fuggì, finse di suicidarsi nel Gange e si rifugiò in Nepal, lasciando le redini dell'armata a Tantia Topi, che venne catturato e ucciso.

## Nella cultura di massa
Nel romanzo di Jules Verne La casa a vapore (1879) Nana Sahib ricopre il ruolo di antagonista principale della storia. Viene dipinto in modo estremamente negativo, non rispondente alla realtà storica e venendo filtrato dagli occhi dei protagonisti inglesi. Nel romanzo, ambientato dieci anni dopo i moti indiani, Nana Sahib è ancora vivo e progetta in segreto una nuova insurrezione anti-britannica, portando nel contempo avanti una faida con uno dei protagonisti, il colonnello Edward Munro, reo di avergli ucciso la moglie durante la rivolta dei Sepoy. Rimane infine ucciso assieme a tutti i suoi seguaci nell'esplosione finale della casa a vapore che dà il titolo al romanzo.